# Australiska Antarktis

Australiens flagga.

Översiktskarta över AAT området.

Australiska Antarktis (engelska: Australian Antarctic Territory, AAT) är ett landområde i Antarktis som Australien ensidigt gör anspråk på.

## Geografi
Området ligger i Östantarktis och sträcker sig från 160° Ö till 142° Ö och från 136° Ö till 45° Ö (mellan 136° och 142° ligger franska Adélieland). 
Inom området ligger:
- Enderby Land
- Kemp Land
- Mac. Robertson Land
- Princess Elizabeth Land
- Vilhelm II:s land
- Queen Mary Land
- Wilkes Land
- George V Land
- Oates Land

AAT omfattar västra AAT och östra AAT samt två öområden Heard- och McDonaldöarna (Heardöarna yta: 368 km², McDonaldöarna yta: 4,5 km²) utanför fastlandet och hela området omfattar cirka 6 120 800 km² (cirka 14 gånger Sveriges yta).
Området utgör ett så kallat "Australian external territory" och förvaltas direkt av Australian Government Antarctic Division med kontor på Tasmanien.

## Historia

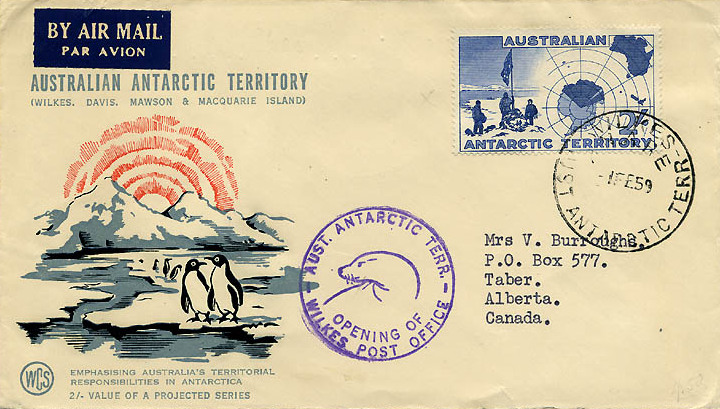
Ett brev från 1959 med ett Australian Antarctis-frimärke.

Australien har gjort anspråk på området sedan den 13 juni 1933. Den 13 februari 1954 öppnades Mawson Station, Australiens första permanent bemannade forskningsstation. 1957 påbörjades seden att ge ut Australian Antarctis-frimärken, en sed som sedan dess har fortsatt. Frimärkena är även giltiga i Australien, så i praktiken är det "bara" australiska frimärken med motiv och text som anknyter till Antarktis.